# Commandos
Commandos is een serie tactische computerspellen ontwikkeld door Pyro Studios. De spellen werden origineel uitgegeven door Eidos Interactive, tot de rechten voor de serie in juli 2018 werden gekocht door Kalypso Media. De eerste drie spellen in de serie zijn real-time-tacticsspellen, Commandos: Strike Force is een first-person tactisch schietspel.
In Commandos bestuurt de speler een team van gespecialiseerde geallieerde soldaten tijdens de Tweede Wereldoorlog. Gedurende de verschillende missies wordt gestreden tegen de Wehrmacht en het Japans Keizerlijk Leger. 

## Spellen
| Release | Titel                              | Genre               | Platform                               |
| ------- | ---------------------------------- | ------------------- | -------------------------------------- |
| 1998    | Commandos: Behind the Enemy Lines  | Real-time tactics   | Windows                                |
| 1999    | Commandos: Beyond the Call of Duty | Real-time tactics   | Windows                                |
| 2001    | Commandos 2: Men of Courage        | Real-time tactics   | Mac OS X, PlayStation 2, Windows, Xbox |
| 2003    | Commandos 3: Destination Berlin    | Real-time tactics   | Mac OS X, Windows                      |
| 2006    | Commandos: Strike Force            | Tactisch schietspel | PlayStation 2, Windows, Xbox           |

## Vervolgen
Op 21 augustus 2009 meldde Pyro Studios tegenover Gamer.nl dat ze aan een nieuwe Commandos-game werkten en dat deze, net als de eerste spellen in de serie, een real-time-tacticsspel zou zijn. Op 25 augustus 2009 werd ditzelfde bericht echter ontkend door Pyro Studios.
Op 12 juli 2018 werd bekendgemaakt dat Kalypso Media de rechten van de serie had gekocht. In die aankondiging vermeldde het bedrijf dat ze de serie wilden doen herleven en nieuwe spellen binnen de serie zouden gaan ontwikkelen.
Dat lijkt 24 januari 2020 eindelijk te gaan gebeuren, wanneer Commandos 2: HD Remaster uitkomt.

## Personages
Hieronder volgt een lijst van de belangrijkste Commando's uit het spel:
- Jack 'Butcher' O'Hara, codenaam 'Tiny' (The Green Beret): Vechtmachine
- Sir Francis T. Woolridge, codenaam 'Duke' (The Sniper): Scherpschutter
- Sidney Perkins, codenaam 'Tread' (The Driver): Chauffeur
- Thomas Hancock, codenaam 'Inferno' (The Sapper): Explosievenexpert
- James Blackwood, codenaam 'Fins' (The Diver): Duiker
- René Duchamp, codenaam 'Spooky' (The Spy): Spion
- Paul Toledo, codenaam 'Lupin' (The Thief): Dief

Er zijn ook enkele Commando's die maar af en toe voorkomen:
- Natasha Nikochevski-Van De Zand, codenaam 'Lips' (The Seductress): Verleidster
- Whiskey (The Dog): Hond